# Lunglei
Lunglei là một thị trấn thống kê (census town) của quận Lunglei thuộc bang Mizoram, Ấn Độ.

## Địa lý
Lunglei có vị trí 22°53′B 92°44′Đ / 22,88°B 92,73°Đ Nó có độ cao trung bình là 722 mét (2368 feet).

## Nhân khẩu
Theo điều tra dân số năm 2001 của Ấn Độ, Lunglei có dân số 47.355 người. Phái nam chiếm 52% tổng số dân và phái nữ chiếm 48%. Lunglei có tỷ lệ 84% biết đọc biết viết, cao hơn tỷ lệ trung bình toàn quốc là 59,5%: tỷ lệ cho phái nam là 84%, và tỷ lệ cho phái nữ là 83%. Tại Lunglei, 14% dân số nhỏ hơn 6 tuổi.